# Katedrála svatého Matěje apoštola (Washington)
Katedrála svatého Matěje je novorenesanční sakrální stavba v historické zóně Washingtonu. Od roku 1939 je diecézním chrámem tehdy zřízené washingtonské arcidiecéze. Byla postavena v letech 1839–1913 podle projektu architekta Christophera Granta LaFargeho v novorenensančním stylu, doblněném byzantskými prvky. 